# Talipariti glabrum
Talipariti glabrum là một loài thực vật có hoa trong họ Cẩm quỳ. Loài này được (Matsum. ex Nakai) Fryxell mô tả khoa học đầu tiên năm 2001.